# Вашингтон (приход)
Ва́шингтон (англ. Washington Parish, фр. Paroisse de Washington) — приход штата Луизиана, США. Был официально сформирован в 1819 году. По состоянию на 2010 год, численность населения составляла 47 168 человек. Назван в честь первого президента США Джорджа Вашингтона.

## География
По данным Бюро переписи США, общая площадь округа равняется 1 751 км², из которых 1 734 км² — суша, и 17 км², или 0,95 %, — это водоёмы.

### Соседние округа и приходы
- Пайк (округ, Миссисипи) — северо-запад
- Уолтолл (округ, Миссисипи) — север
- Марион (округ, Миссисипи) — северо-восток
- Перл-Ривер (округ, Миссисипи) — восток
- Сент-Таммани (приход, Луизиана) — юг
- Танджипахоа (приход, Луизиана) — запад

## Демография
По данным переписи населения 2000 года в приходе проживает 43 926 жителей в составе 16 467 домашних хозяйств и 11 642 семьи. Плотность населения составляет 25 человек на км². На территории округа насчитывается 19 106 жилых строений, при плотности застройки 11 строений на км². Расовый состав населения: белые — 67,42 %, афроамериканцы — 31,53 %, коренные американцы (индейцы) — 0,23 %, азиаты — 0,17 %, представители других рас — 0,11 %, представители двух или более рас — 0,54 %. Испаноязычные составляли 0,76 % населения независимо от расы.
В составе 32,70 % из общего числа домашних хозяйств проживают дети в возрасте до 18 лет, 49,30 % домашних хозяйств представляют собой супружеские пары, проживающие вместе, 17,10 % домашних хозяйств представляют собой одиноких женщин без супруга, 29,30 % домашних хозяйств не имеют отношения к семьям, 26,60 % домашних хозяйств состоят из одного человека, 12,50 % домашних хозяйств состоят из престарелых (65 лет и старше), проживающих в одиночестве. Средний размер домашнего хозяйства составляет 2,56 человека, и средний размер семьи 3,09 человека.
Возрастной состав округа: 26,80 % моложе 18 лет, 9,50 % от 18 до 24, 26,70 % от 25 до 44, 22,60 % от 45 до 64 и 14,30 % от 65 и старше. Средний возраст жителя округа 36 лет. На каждые 100 женщин приходится 95,40 мужчин. На каждые 100 женщин старше 18 лет приходится 92,80 мужчин.
Средний доход на домохозяйство в округе составлял 24 264 USD, на семью — 29 480 USD. Среднестатистический заработок мужчины был 27 964 USD против 17 709 USD для женщины. Доход на душу населения был 12 915 USD. Около 19,40 % семей и 24,70 % общего населения находились ниже черты бедности, в том числе — 32,20 % молодежи (тех, кому ещё не исполнилось 18 лет) и 20,40 % тех, кому было уже больше 65 лет.